# Сан Просперо Пармензе
Сан Просперо Пармензе (итал. San Prospero Parmense) је насеље у Италији у округу Парма, региону Емилија-Ромања.
Према процени из 2011. у насељу је живело 1008 становника. Насеље се налази на надморској висини од 52 м.